# Lyonia stahlii
Lyonia stahlii är en ljungväxtart som beskrevs av Ignatz Urban. Lyonia stahlii ingår i släktet Lyonia och familjen ljungväxter. Utöver nominatformen finns också underarten L. s. costata.